# Урвичка стена
Урвичка стена (62°38′50.5″ ю. ш. 61°57′45.8″ з. д. / 62.647361° ю. ш. 61.962722° з. д.) е тесен рид отделящ полуостров Байърс от купол Роч на остров Ливингстън в Антарктика. Получава това име в чест на Урвичка крепост през 2006 г.

## Описание
Рида е със спираловидна форма издадена на запад-югозапад с дължина 6,7 km, ширина до 400 m и височина 121 m. Простира се от нос Баба Неделя на север до нос Риш на югоизток.

## Картографиране
Испанско картографиране през 1992 г. и българско от 2005 и 2009 г.

## Карти
- Península Byers, Isla Livingston Архив на оригинала от 2013-11-09 в Wayback Machine.. Mapa topográfico a escala 1:25000. Madrid: Servicio Geográfico del Ejército, 1992.
- L.L. Ivanov et al, Antarctica: Livingston Island, South Shetland Islands (from English Strait to Morton Strait, with illustrations and ice-cover distribution), 1:100000 scale topographic map, Antarctic Place-names Commission of Bulgaria, Sofia, 2005
- Л. Иванов. Антарктика: Остров Ливингстън и острови Гринуич, Робърт, Сноу и Смит. Топографска карта в мащаб 1:120000. Троян: Фондация Манфред Вьорнер, 2009. ISBN 978-954-92032-4-0
- Л. Иванов. Карта на остров Ливингстън. В: Иванов, Л. и Н. Иванова. Антарктика: Природа, история, усвояване, географски имена и българско участие. София: Фондация Манфред Вьорнер, 2014. с. 18 – 19. ISBN 978-619-90008-1-6